# Sue Ann Costa Clemens
Sue Ann Costa Clemens (Rio de Janeiro, 1967) é uma médica infectologista e pediatra brasileira, pesquisadora e professora universitária brasileira. Ficou conhecida por coordenar os testes da vacina Oxford/AstraZeneca. 
É fundadora e diretora do primeiro mestrado em vacinologia do mundo, o Programa de Mestrado em Vacinologia da Universidade de Siena, na Itália, professora de Saúde Global na Universidade de Oxford e professora e chefe do Departamento Clínico e de Relações Internacionais do Instituto Carlos Chagas, no Rio de Janeiro. É conselheira sênior da Fundação Bill e Melinda Gates.
Atua há mais de duas décadas na área farmacêutica, tendo contribuído diretamente para o desenvolvimento de vacinas para o Rotavírus, o HPV e Covid-19.

## Biografia
Sue Ann estudou em escola pública municipal e começou sua trajetória como professora dando aulas nos Centros Integrados de Educação Pública (CIEP), no Rio de Janeiro.
Formou-se em Medicina na Faculdade Souza Marques, no Rio de Janeiro, e fez a residência médica na Filadélfia, nos Estados Unidos. Em sua volta para o Brasil, Sue Ann fez mestrado na Universidade Federal Fluminense (UFF) e doutorado na Universidade Federal de São Paulo (Unifesp), onde depois se tornou pesquisadora.
Sue Ann conheceu o ex-presidente da África do Sul, Nelson Mandela e a ativista moçambicana Graça Simbine Machel, em uma conferência sobre a falta de vacinas no continente africano, em 2002. O casal de líderes políticos falou sobre as dificuldades que o continente africano então passava, com os números de vacinação em queda, e sobre Saúde Pública em países em desenvolvimento. A partir dessa conversa, Sue Ann pensou em maneiras de ajudar esses países através da capacitação de pesquisadores, e foi assim que ela criou, em 2008, o primeiro mestrado em vacinologia do mundo, na Universidade de Siena, Itália.
Em 2005, ela coordenou no Brasil uma força-tarefa de seis meses que inscreveu mais de 60 mil participantes voluntários dos testes da vacina contra o rotavírus na América Latina.
Sue Ann é consultora sênior da Fundação Bill e Melinda Gates desde 2012. Na fundação, ela também tem o título de Pesquisadora Principal para capacitação de centros de pesquisa , capacitando 22 centros em 7 países da América Latina para a realização de estudos de fase 3 de vacinas contra COVID -19,  parte da rede colaborativa do Covax Facility.

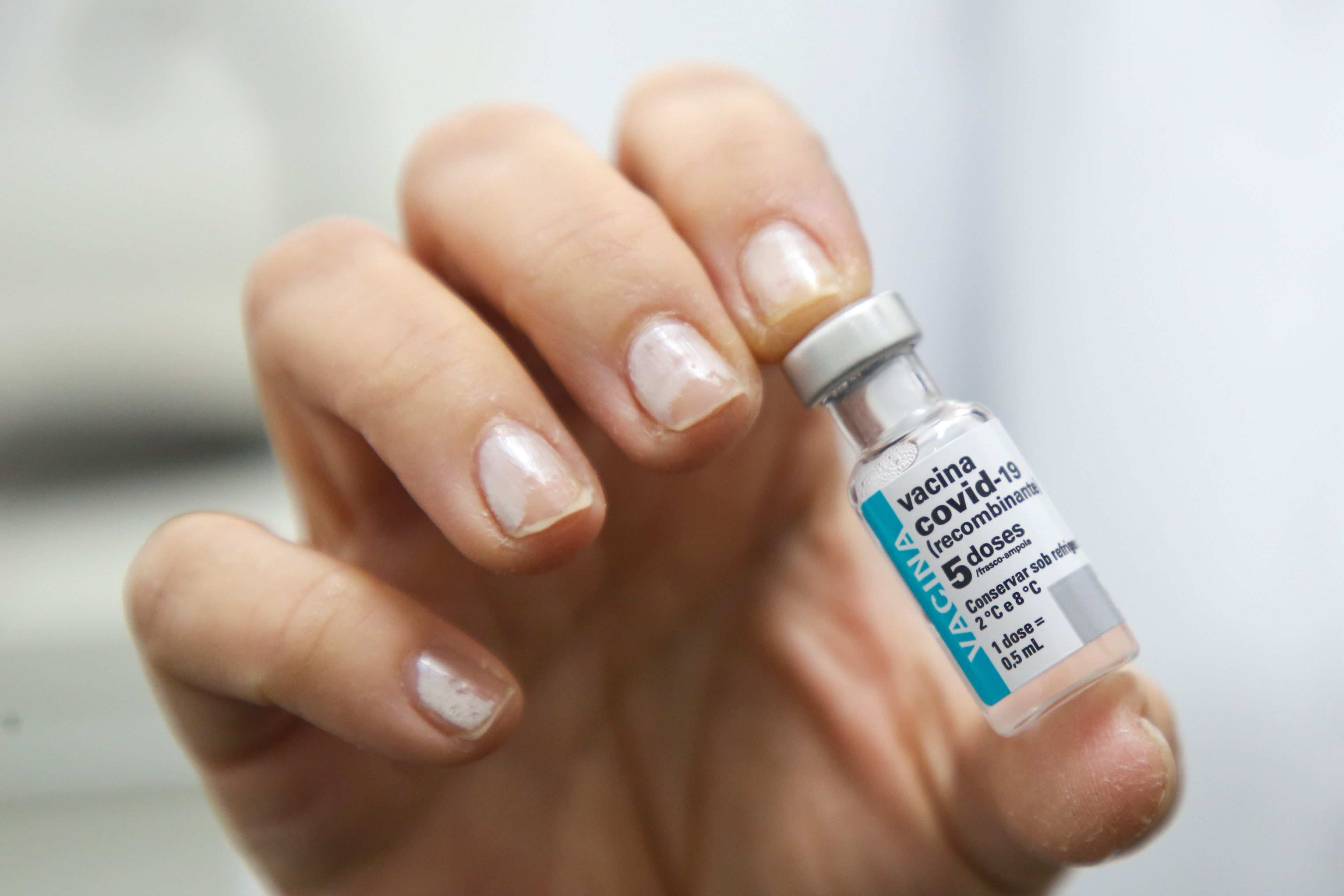
A vacina Oxford AstraZeneca em sua versão da Fiocruz, no Brasil, em 2021.

Ela foi convidada, em Maio de 2020, para ser a investigadora chefe dos testes clínicos do imunizante de Oxford/AstraZeneca no Brasil. Ela foi responsável não só por trazer o estudo clínico de fase 3 da vacina para o país, mas também por coordenar o estudo do imunizante contra a COVID-19 desenvolvido na Universidade de Oxford, onde ela trabalha, e pela AstraZeneca, na América Latina. Seu objetivo inicial foi selecionar centros de pesquisa para realizar os ensaios clínicos. Ela buscou por locais com bons profissionais médicos e um ambiente com grande número de pessoas expostas ao vírus. A Universidade Federal de São Paulo, onde obteve seu doutorado e atualmente também é pesquisadora, atendeu a esses requisitos e concordou em participar do estudo. Outros cinco centros foram instalados no Brasil, e no total, os seis centros foram responsáveis por 50% dos testes do imunizante Oxford/AstraZeneca contra covid-19 realizados no mundo. 
Ela também coordenou o estudo de uma campanha de vacinação em massa em Botucatu, em 2021, com a vacina contra covid-19 da Oxford/AstraZeneca. Após a 4ª semana da aplicação da primeira dose, a queda no número de casos foi significativa, o que contribuiu para a comprovação da eficácia da vacina . 
No início de 2021, ela começou a trabalhar para que no primeiro trimestre de 2022 fosse instalada, no Rio de Janeiro, uma unidade de pesquisa médica da Universidade de Oxford, a primeira fora do Reino Unido.

## Prêmios e reconhecimentos
- 1997: Cidadania Trajanense, pela implementação da primeira campanha de vacinação contra Hepatite A e B no estado do Rio de Janeiro, na cidade de Trajano de Moraes.[20]
- 2020: Cariocas do Ano, categoria Ciência, Revista Veja Rio
- 2021: Comandante da Ordem do Império Britânico, por serviços prestados à Ciência e Saúde Pública.[1]
- 2021: Prêmio "Faz Diferença", na categoria Mundo, do jornal O Globo e Firjan.[14]
- 2021: Homenageada pela Prefeitura do Rio de Janeiro na cerimônia de boas-vindas aos professores da Rede Municipal de Ensino, na Cidade das Artes.[9]
- 2021: Medalha do Mérito Médico classe Comendador[21]
- 2022: Mulheres de Sucesso, Revista Forbes
- 2022: Ordem de Rio Branco, no grau de Comendador.[2]

## Publicações
Sue Ann escreveu o livro História de Uma Vacina, pela editora Intrínseca em 2021, onde contou os detalhes do desenvolvimento de um dos imunizantes mais bem-sucedidos no combate à Covid-19.É coautora  do livro A primeira vacina 100% brasileira contra a Covid-19: a conquista de Bio-Manguinhos/Fiocruz. De seus artigos acadêmicos publicados, os mais citados são:
- "Safety and efficacy of the ChAdOx1 nCoV-19 vaccine (AZD1222) against SARS-CoV-2: an interim analysis of four randomised controlled trials in Brazil, South Africa, and the UK".[26]
- "Safety and efficacy of an attenuated vaccine against severe rotavirus gastroenteritis".[27], artigo do ano de 2006 do Lancet[28]
- "Sustained efficacy up to 4·5 years of a bivalent L1 virus-like particle vaccine against human papillomavirus types 16 and 18: follow-up from a randomised control trial".[29]
- "Single-dose administration and the influence of the timing of the booster dose on immunogenicity and efficacy of ChAdOx1 nCoV-19 (AZD1222) vaccine: a pooled analysis of four randomised trials".[30]